# Lista de reis de Portugal por tempo de reinado

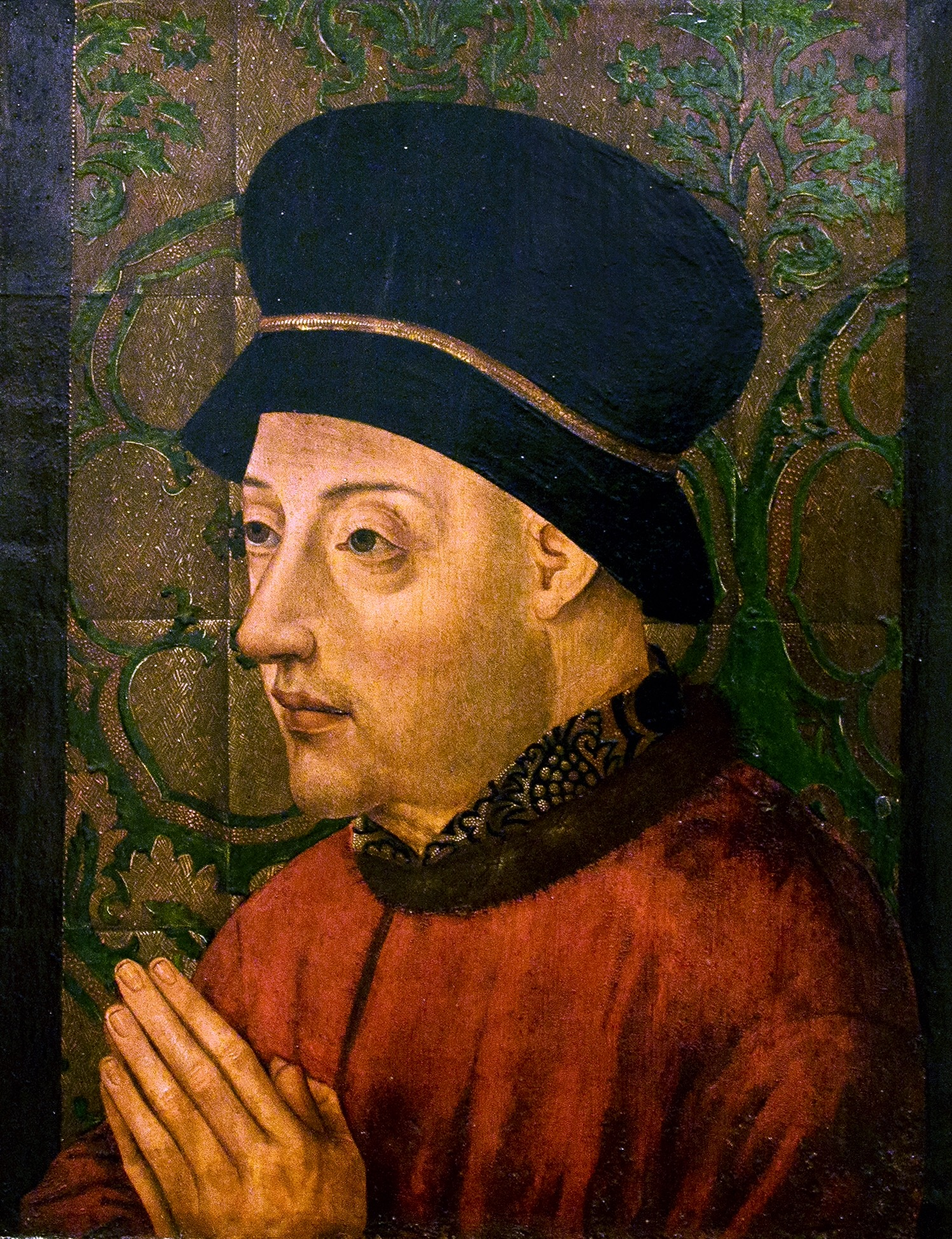
D. João I, rei de Portugal, é o monarca que ocupou o cargo durante mais tempo (48 anos e 130 dias).

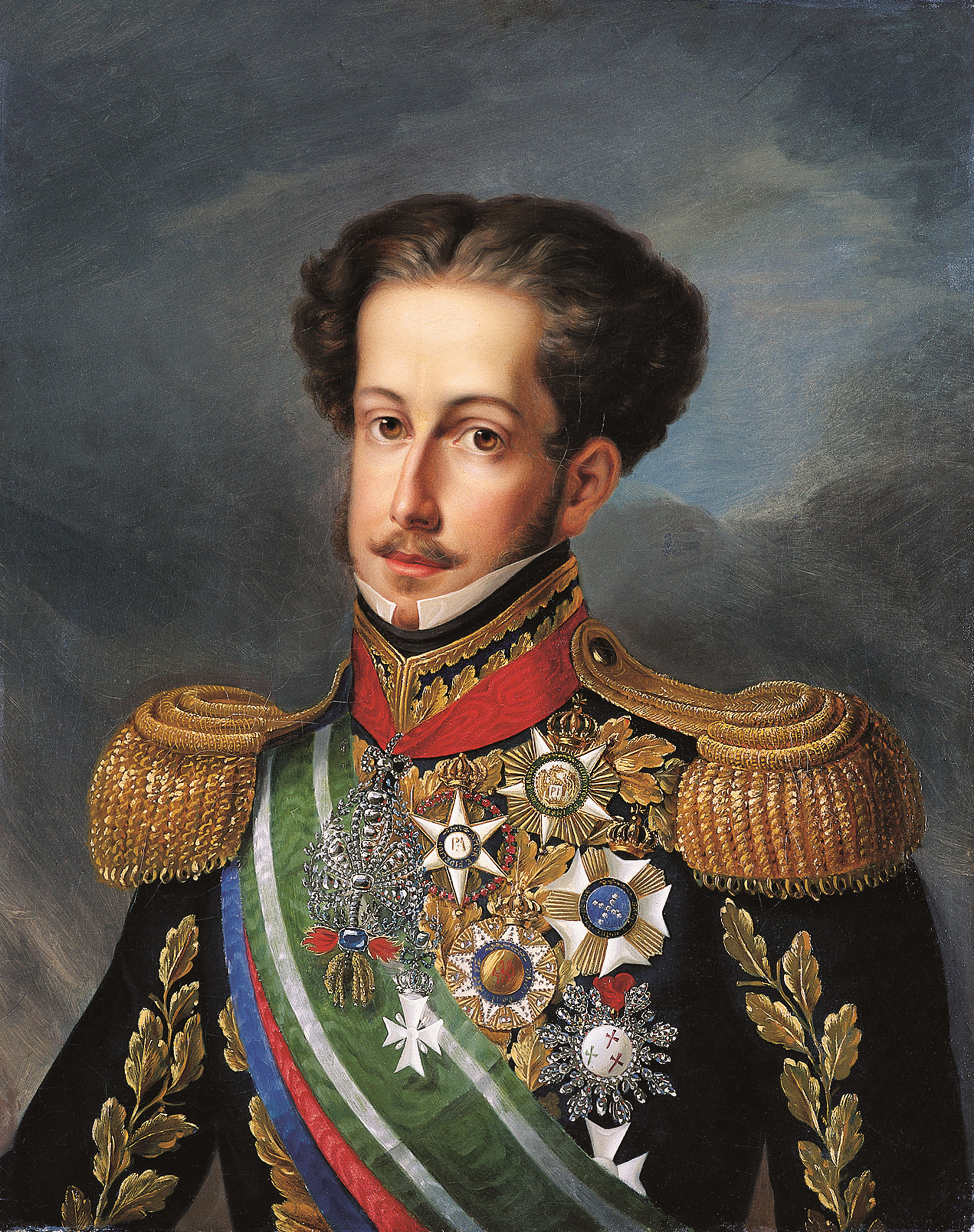
D. Pedro IV, rei de Portugal, é o monarca que ocupou o cargo durante menos tempo (53 dias).

Esta lista de monarcas de Portugal por tempo no cargo apresenta cada rei de Portugal por ordem de duração do período em que ocupou o cargo.
Das 36 pessoas que serviram como reis e rainhas de Portugal, incluindo dois reis-consorte, apenas nove ocuparam o cargo por trinta anos ou mais, enquanto que nove estiveram menos de dez anos no poder. D. João I ocupou o cargo durante um período recorde de 48 anos e 130 dias. Durante a dinastia de Borgonha, Afonso I, foi quem deteve o poder mais tempo com um total de 46 anos e 132 dias, sendo que durante a dinastia de Bragança, o reinado de D. João V foi o mais longo (43 anos e 234 dias) e durante a dinastia de Habsburgo, o reinado mais duradouro foi o de Filipe II (III de Espanha) (22 anos e 199 dias).
O reinado mais curto foi o de D. Pedro IV (I do Brasil), que durou 53 dias até à abdicação em favor da filha, D. Maria II. Durante a dinastia de Borgonha, o reinado menos longo foi o de D. Pedro I (9 anos e 235 dias). Já durante a dinastia de Avis, o recorde cabe ao reinado de D. Henrique I, que serviu como rei durante 1 ano e 180 dias. Por último, durante a dinastia de Habsburgo, o reinado mais curto foi o de Filipe I (II de Espanha) (17 anos e 150 dias).

## Monarcas de Portugal por tempo no cargo
Legenda de cores
|  | Lugar (total de tempo) | Lugar (por período) | Monarca                       | Data de início                               | Data de fim                                  | Tempo no cargo                                                             | Períodos |
|  | ---------------------- | ------------------- | ----------------------------- | -------------------------------------------- | -------------------------------------------- | -------------------------------------------------------------------------- | -------- |
|  | 1                      | 1                   | D. João I                     | 6 de abril de 1385                           | 14 de agosto de 1433                         | 48 anos e 130 dias                                                         | 1        |
|  | 2                      | 2                   | D. Afonso I                   | 27 de julho de 1139                          | 6 de dezembro de 1185                        | 46 anos e 132 dias                                                         | 1        |
|  | 3                      | 3                   | D. Dinis I                    | 16 de fevereiro de 1279                      | 7 de janeiro de 1325                         | 45 anos e 326 dias                                                         | 1        |
|  | 4                      | 4                   | D. João V                     | 9 de dezembro de 1706                        | 31 de julho de 1750                          | 43 anos e 234 dias                                                         | 1        |
|  | 5                      | –                   | D. Afonso V                   | 9 de setembro de 1438 15 de novembro de 1477 | 11 de novembro de 1477 28 de agosto de 1481  | 42 anos e 349 dias 39 anos e 63 dias (1.ª vez) 3 anos e 286 dias (2.ª vez) | 2        |
|  | –                      | 5                   | D. Afonso V (1.ª vez)         | 9 de setembro de 1438                        | 11 de novembro de 1477                       | 39 anos e 63 dias                                                          | –        |
|  | 6                      | 6                   | D. Maria I                    | 24 de fevereiro de 1777                      | 20 de março de 1816                          | 39 anos e 25 dias                                                          | 1        |
|  | 7                      | 7                   | D. João III                   | 13 de dezembro de 1521                       | 11 de junho de 1557                          | 35 anos e 180 dias                                                         | 1        |
|  | 8                      | 8                   | D. Afonso IV                  | 7 de janeiro de 1325                         | 28 de maio de 1357                           | 32 anos e 141 dias                                                         | 1        |
|  | 9                      | 9                   | D. Afonso III                 | 4 de janeiro de 1248                         | 16 de fevereiro de 1279                      | 31 anos e 43 dias                                                          | 1        |
|  | 10                     | 10                  | D. Luís I                     | 11 de novembro de 1861                       | 19 de outubro de 1889                        | 27 anos e 342 dias                                                         | 1        |
|  | 11                     | 11                  | D. Afonso VI                  | 6 de novembro de 1656                        | 12 de setembro de 1683                       | 26 anos e 310 dias                                                         | 1        |
|  | 12                     | 12                  | D. José I                     | 31 de julho de 1750                          | 24 de fevereiro de 1777                      | 26 anos e 208 dias                                                         | 1        |
|  | 13                     | 13                  | D. Manuel I                   | 25 de outubro de 1495                        | 13 de dezembro de 1521                       | 26 anos e 49 dias                                                          | 1        |
|  | 14                     | 14                  | D. Sancho I                   | 6 de dezembro de 1185                        | 26 de março de 1211                          | 25 anos e 110 dias                                                         | 1        |
|  | 15                     | 15                  | D. Sancho II                  | 25 de março de 1223                          | 4 de janeiro de 1248                         | 24 anos e 285 dias                                                         | 1        |
|  | 16                     | 16                  | D. Pedro II                   | 12 de setembro de 1683                       | 9 de dezembro de 1706                        | 23 anos e 88 dias                                                          | 1        |
|  | 17                     | 17                  | D. Filipe II (III de Espanha) | 13 de setembro de 1598                       | 31 de março de 1621                          | 22 anos e 199 dias                                                         | 1        |
|  | 18                     | –                   | D. Maria II                   | 2 de maio de 1826 26 de maio de 1834         | 11 de julho de 1828 15 de novembro de 1853   | 21 anos e 243 dias 2 anos e 70 dias (1.ª vez) 19 anos e 173 dias (2.ª vez) | 2        |
|  | 19                     | 18                  | D. Sebastião I                | 11 de junho de 1557                          | 4 de agosto de 1578                          | 21 anos e 54 dias                                                          | 1        |
|  | 20                     | 19                  | Filipe III (IV de Espanha)    | 31 de março de 1621                          | 1 de dezembro de 1640                        | 19 anos e 245 dias                                                         | 1        |
|  | –                      | 20                  | D. Maria II (2.ª vez)         | 26 de maio de 1834                           | 15 de novembro de 1853                       | 19 anos e 173 dias                                                         | –        |
|  | 21                     | 21                  | D. Carlos I                   | 19 de outubro de 1889                        | 1 de fevereiro de 1908                       | 18 anos e 105 dias                                                         | 1        |
|  | 22                     | 22                  | Filipe I (II de Espanha)      | 16 de abril de 1581                          | 13 de setembro de 1598                       | 17 anos e 150 dias                                                         | 1        |
|  | 23                     | 23                  | Fernando I                    | 18 de janeiro de 1367                        | 22 de outubro de 1383                        | 16 anos e 277 dias                                                         | 1        |
|  | 24                     | 24                  | Fernando II (rei-consorte)    | 16 de setembro de 1837                       | 15 de novembro de 1853                       | 16 anos e 60 dias                                                          | (1)      |
|  | 25                     | 25                  | D. João IV                    | 1 de dezembro de 1640                        | 6 de novembro de 1656                        | 15 anos e 341 dias                                                         | 1        |
|  | 26                     | –                   | D. João II                    | 11 de novembro de 1477 28 de agosto de 1481  | 15 de novembro de 1477 25 de outubro de 1495 | 14 anos e 62 dias 4 dias (1.ª vez) 14 anos e 58 dias (2.ª vez)             | 2        |
|  | –                      | 26                  | D. João II (2.ª vez)          | 28 de agosto de 1481                         | 25 de outubro de 1495                        | 14 anos e 58 dias                                                          | –        |
|  | 27                     | 27                  | D.Afonso II                   | 26 de março de 1211                          | 25 de março de 1223                          | 11 anos e 364 dias                                                         | 1        |
|  | 28                     | 28                  | D. João VI                    | 20 de março de 1816                          | 10 de março de 1826                          | 9 anos e 355 dias                                                          | 1        |
|  | 29                     | 29                  | D.Pedro I                     | 28 de maio de 1357                           | 18 de janeiro de 1367                        | 9 anos e 235 dias                                                          | 1        |
|  | 30                     | 30                  | D. Pedro III (rei-consorte)   | 24 de fevereiro de 1777                      | 25 de maio de 1786                           | 9 anos e 90 dias                                                           | (1)      |
|  | 31                     | 31                  | D. Pedro V                    | 15 de novembro de 1853                       | 11 de novembro de 1861                       | 7 anos e 361 dias                                                          | 1        |
|  | 32                     | 32                  | D. Miguel I                   | 11 de julho de 1828                          | 26 de maio de 1834                           | 5 anos e 319 dias                                                          | 1        |
|  | 33                     | 33                  | D. Duarte I                   | 14 de agosto de 1433                         | 9 de setembro de 1438                        | 5 anos e 26 dias                                                           | 1        |
|  | –                      | 34                  | D. Afonso V (2.ª vez)         | 15 de novembro de 1477                       | 28 de agosto de 1481                         | 3 anos e 286 dias                                                          | –        |
|  | 34                     | 35                  | D. Manuel II                  | 1 de fevereiro de 1908                       | 5 de outubro de 1910                         | 2 anos e 246 dias                                                          | 1        |
|  | –                      | 36                  | D. Maria II (1.ª vez)         | 2 de maio de 1826                            | 11 de julho de 1828                          | 2 anos e 70 dias                                                           | –        |
|  | 35                     | 37                  | D. Henrique I                 | 4 de agosto de 1578                          | 31 de janeiro de 1580                        | 1 ano e 180 dias                                                           | 1        |
|  | 36                     | 38                  | D. Pedro IV (I do Brasil)     | 10 de março de 1826                          | 2 de maio de 1826                            | 53 dias                                                                    | 1        |
|  | –                      | 39                  | D. João II (1.ª vez)          | 11 de novembro de 1477                       | 15 de novembro de 1477                       | 4 dias                                                                     | –        |